# Ondijiva
Ondijiva, também grafada como Ondjiva, é uma cidade e comuna angolana, sede do município de Cuanhama e capital da província do Cunene. É a capital mais meridional de Angola.
No período colonial chamou-se "Vila Pereira d'Eça" ou "Vila Pereira de Eça", em honra de António Pereira de Eça. Foi destruída durante a Guerra Civil Angolana e pela Força Aérea da África do Sul na Guerra de fronteira sul-africana. O início de sua reconstrução só foi possível depois do advento de paz, em 2002.
Segundo as projeções populacionais de 2018, elaboradas pelo Instituto Nacional de Estatística, conta com uma população aproximada de 320 000 habitantes..
 

## Geografia
Ondijiva conta com uma extensão superficial de 4 980, e um número estimado a 95 618 habitantes, no que se inclui uma densidade de 19 hab/km².
A cidade está na zona de influência da bacia do Cuvelai-Etosha, sendo banhada por um dos canais do rio Cuvelai.

## Historia
A cidade de Ondijiva era a capital do Reino Cuanhama até o reinado de Mandume ya Ndemufayo, morto em 1917, durante as Batalhas de Cubango-Cunene, na Campanha do Sudoeste da África da Primeira Guerra Mundial.
Tornou-se a capital do Cunene quando esta foi elevada à condição de província no ano de 1970; ao receber a condição de capital, passou a chamar-se Vila Pereira d'Eça.
Foi destruída durante a Guerra Civil Angolana e pela Força Aérea da África do Sul na Guerra de fronteira sul-africana. Por conta da destruição sofrida, perdeu a condição de capital primeiramente para Matala, na Huíla, que serviu provisoriamente como capital do Cunene de 1981 a 1989, e; para Xangongo, que serviu de 1989 a 2002.
O início de sua reconstrução só foi possível depois do advento de paz, em 2002, recebendo novamente o título de capital provincial.

## Economia
A base económica da cidade são actividades relacionadas ao comércio e aos serviços, em especial aos serviços administrativos, educacionais, de saúde e turísticos; este último se deve por Ondijiva ser o centro operacional dos roteiros turísticos do Cunene.
Em outro aspecto, é no município que localiza-se o principal polo industrial da província, especializado em construção civil, alimentos e bebidas.

## Infraestrutura

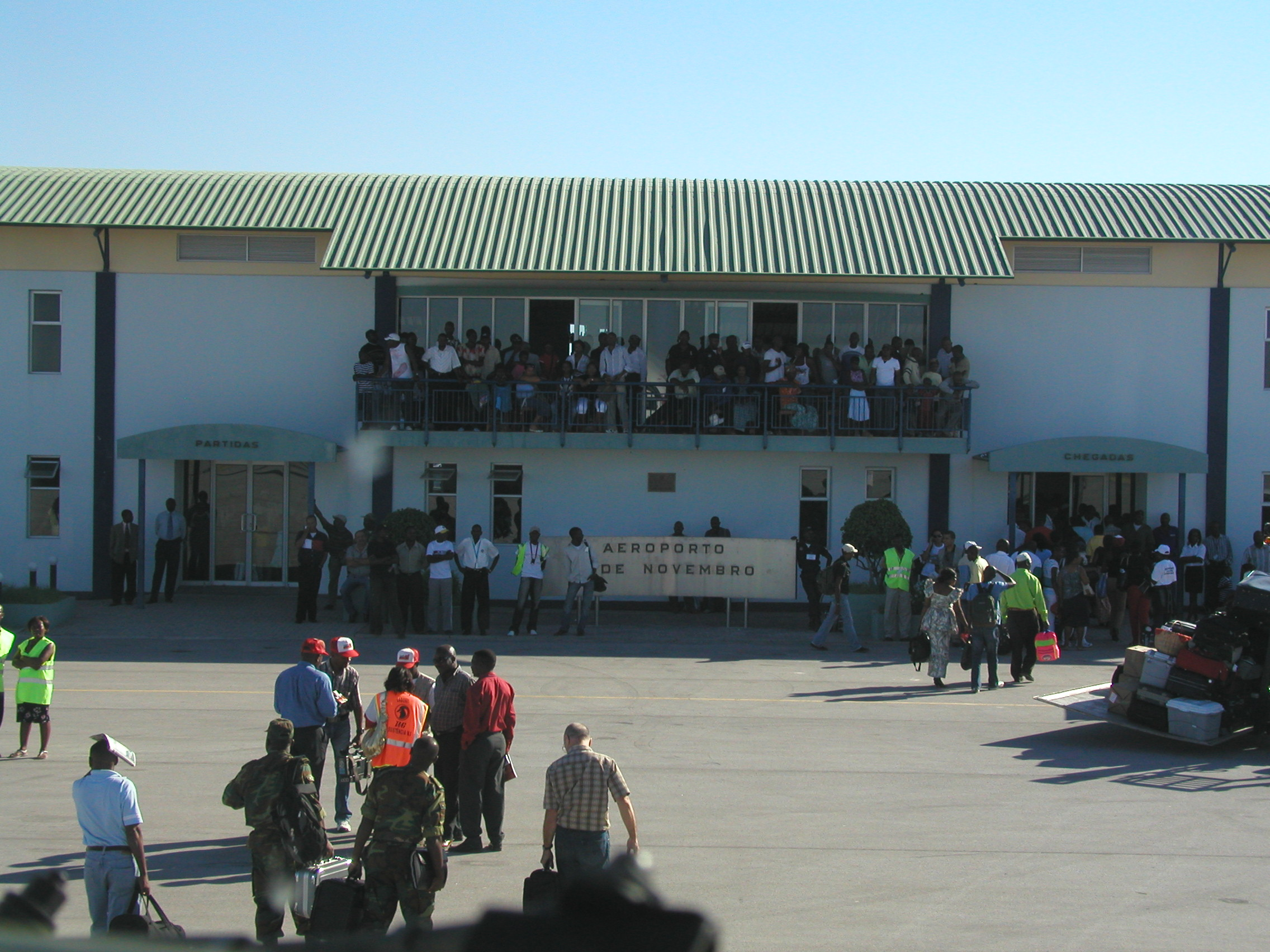
Paragem no Aeroporto 11 de Novembro, em 2007

### Transporte
As principais ligações rodoviárias de Ondijiva são feitas pela rodovia EN-295, que liga a cidade ao Xangongo e ao Lubango, ao noroeste, e; ao Missado Cuamato e ao Calueque, ao sudoeste. A outra rodovia, a EN-120, a liga ao Cuvelai e ao Cachiungo, ao norte, e; ao Namacunde e à vila de Santa Clara do Cunene, à sudoeste, já na fronteira Angola-Namíbia.
Serve à cidade o Aeroporto 11 de Novembro, que dá ligação às principais cidades do país, bem como à capital nacional.

### Educação
A cidade dispõe de um campus da Universidade Mandume ya Ndemufayo, que é sede o Instituto Politécnico de Ondijiva.

### Saúde
A capital do Cunene concentra os recursos de saúde da província, principalmente na figura do Hospital Provincial do Cunene (Hospital Geral do Cunene; erguido em 1937) e no Hospital Municipal do Cuanhama (2014).

## Cultura e lazer
Uma das principais manifestações culturais-religiosas da cidade são as festividades de Nossa Senhora do Carmo, promovidas pela diocese de Ondijiva. Nossa Senhora do Carmo é a padroeira da cidade, tendo sua devoção iniciado dentro da Missão Católica da Mupa, em 1923.

## Naturais de Ondijiva
- Marcelina Vahekeni (n. 1990), modelo.